# Polskie Gronowo
Polskie Gronowo (niem. Polnisch Grünhof) – wieś kociewska w Polsce położona w województwie pomorskim, w powiecie tczewskim, w gminie Gniew.
W okresie międzywojennym ulokowana była tu placówka Straży Celnej „Gronowo”.
W latach 1975–1998 miejscowość administracyjnie należała do województwa gdańskiego.
Zobacz też: Gronowo